# Deitscherei
Deitscherei ist die Bezeichnung für die Gegenden in den Vereinigten Staaten, insbesondere Pennsylvania, und in Kanada, in denen Pennsylvania Dutch (Pennsylvania Dutch: Pennsilfaanisch Deitsch) gesprochen wird.

## Verbreitung
Die Sprecher des Pennsylvania Dutch, eines deutschsprachigen Dialekts, der sich zu einem großen Teil aus dem Pfälzischen ableitet, nennen sich die Pennsylvania Dutch. Die Bezeichnung Deitscherei stammt von Robert Lusch, Professor für Pennsylvania Dutch in Kutztown (auf Pennsylvania Dutch: Kutzeschtettel, Pennsilfaani).
Die Amische leben in der Deitscherei, wo sie wie andere Täufer auf Englisch als Plain People bezeichnet werden. Fancy Dutch ist eine englische Bezeichnung für die Pennsylvania Dutch sprechenden, die nicht zu den Täufern gehören. Bei den Fancy Dutch wird der Groundhog Day mit der Fersommling, die auf Pennsylvania Dutch stattfindet, begangen. In der Deitscherei wird der Faschingsdienstag begangen.

## Kunst und Kultur

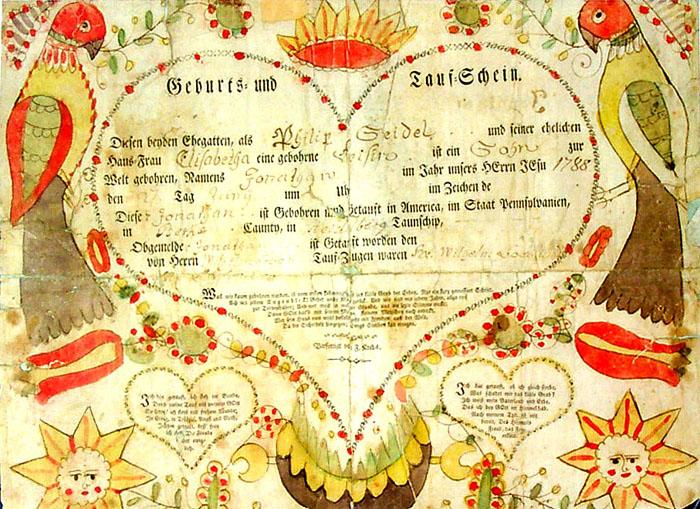
Taufschein aus Lancaster, Pennsylvania im „Fraktur“-Stil

In der Deitscherei gab es einen Kunststil, der auf Englisch als Fraktur bezeichnet wird. Das Solomon Arter House und Rockland Farm im Carroll County in Maryland in den Vereinigten Staaten sind Beispiele der Architektur deutschstämmiger Einwanderer. Assabe and Sabina war eine Sendung auf pennsylvanisch des Radioprogramms WSAN in Allentown (Pennsylvania) (auf Pennsylvania Dutch: Allenschteddel, Pennsilfaani).
Das Landis Valley Museum ist in Lancaster, Pennsylvania (Pennsylvania Dutch: Lengeschder). Der Deutsch-Pennsylvanische Arbeitskreis ist ein Verein mit Geschäftsstelle in Ober-Olm, Rheinland-Pfalz. Richard Beam und Jennifer Trout vom Center for Pennsylvania German Studies in Millersville geben das Journal of the Center for Pennsylvania German Studies heraus. Beam arbeitet mit Studenten am PA-Deitsches Waddebuch. Thomas Zimmerman übersetzte englischsprachige Klassiker ins Pennsylvania Dutch. The Forest of Time ist ein Roman der Alternativweltgeschichte des Science-Fiction-Autors Michael Francis Flynn, der in einem unabhängigen, einen deutschen Dialekt sprechenden Pennsylvania spielt.

## Zeitschriften
Zeitschriften auf Pennsylvania Dutch und Pfälzisch
- Hiwwe wie Driwwe ist eine Zeitung aus Ober-Olm, die auf Pennsylvania Dutch und Pfälzisch erscheint.[2]

Hochdeutsche Zeitungen in Ontario, Kanada
- Berliner Journal, 1859–1924
- Canada Museum und Allgemeine Zeitung, 1835–1840 (?)
- Deutsch-Canadischer Herold, 1928 – ?
- Der Deutsche Canadier, 1840–1868 (?)
- Deutsche Zeitung (Kanada), 1891–1905 (?)[3]